# علی سورچی
علی سورچی فیلمی به کارگردانی رضا صفایی و نویسندگی حبیب‌الله کسمایی محصول سال ۱۳۵۱ است.

## خلاصه داستان
رعنا (پوری بنائی) و پدرش (عزت‌الله وثوق) با علی سورچی (محمدعلی بندانی) آشنا می‌شوند...

## بازیگران
- پوری بنایی
- محمدرضا فاضلی
- علی میری
- محمدعلی بندانی
- عزت‌الله وثوق
- نازنین
- نرسی کرکیا
- سلیمه
- فرنگیس فروهر
- ریحانه
- محسن آراسته
- سیدامیر شجاع الدین
- محمود درودیان
- داداشی
- شیوا
- آذر محمدی
- مریم صفا
- محمد غفاری
- محمود تاتار
- غلامرضا سرکوب